# Operazione Aspides
L'Operazione Aspides, nota ufficialmente come EUNAVFOR Aspides, è una missione diplomatico-militare di sicurezza marittima dell'Unione europea, in risposta agli attacchi Houthi contro le navi nel Mar Rosso.
A differenza dell'operazione Prosperity Guardian guidata dagli Stati Uniti, ha una connotazione "puramente difensiva" e di tutela nei confronti delle navi in transito verso i porti europei. Lo scopo dell'operazione è fornire scorta alle navi mercantili di passaggio nella zona, difendendole dagli attacchi e aumentando la sorveglianza marittima nella regione. Prende il nome dalla omonima parola greca che significa "scudi". L'operazione è stata varata il 19 febbraio 2024.
Secondo alcune fonti, l'operazione Aspides è motivata principalmente da ragioni geoeconomiche ed integrata in una strategia geopolitica dell'area in relazione al conflitto occorso a Gaza nel 2023.

## Storia

### Contesto

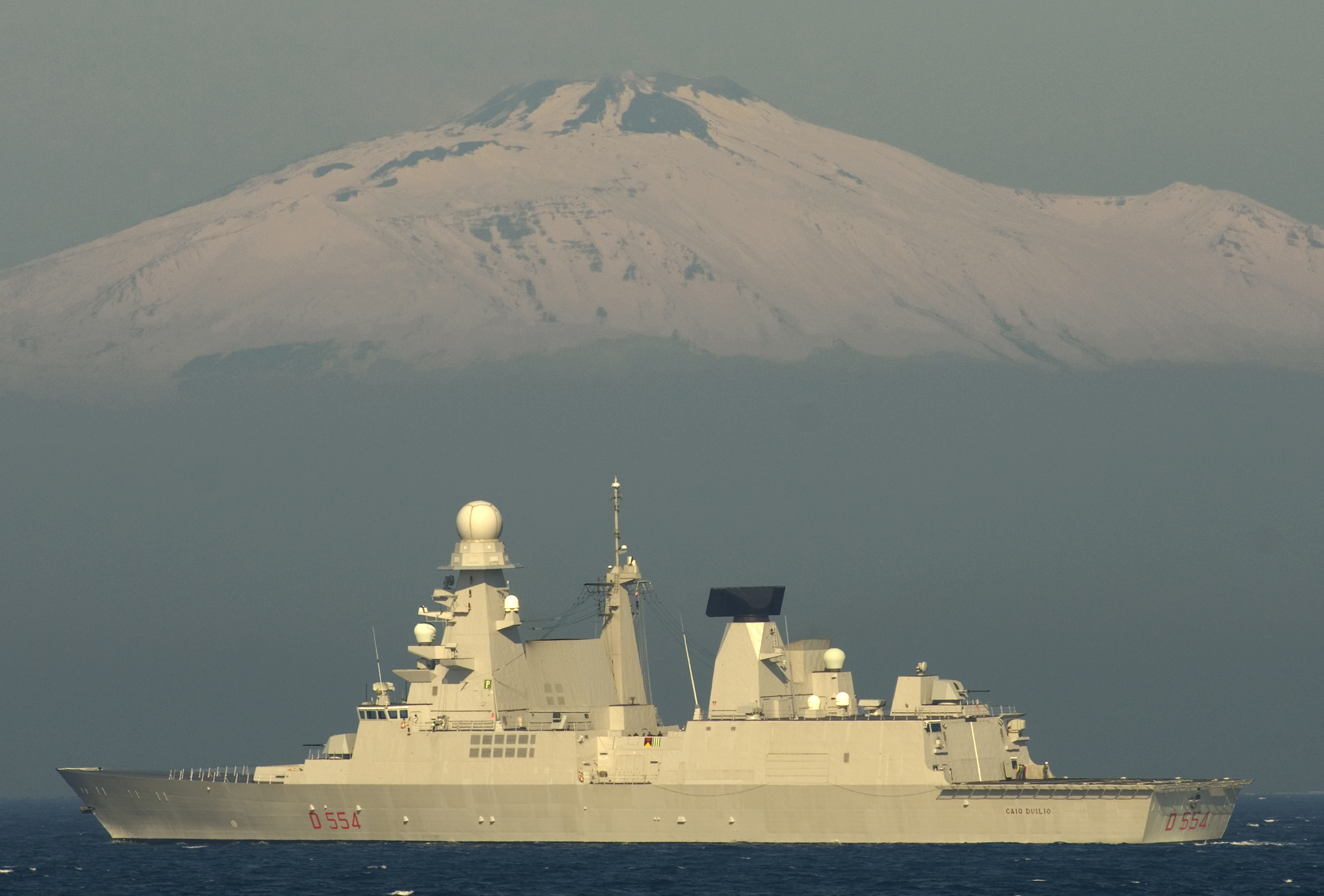
La nave Caio Duilio, della Marina Militare italiana

Dall'inizio della guerra tra Israele e Hamas, gli Houthi, in supporto a quest'ultimi, hanno attaccato e dirottato numerose navi di passaggio nel Mar Rosso.
Il 10 gennaio 2024 il Consiglio di sicurezza delle Nazioni Unite ha adottato la risoluzione 2722 (2024), condannando gli attacchi Houthi contro le navi mercantili e commerciali e sottolineando l'importanza dell'esercizio dei diritti e delle libertà di navigazione delle navi di tutti gli Stati del Mar Rosso, anche per le navi mercantili e mercantili in transito nello stretto di Bab el-Mandeb.

### Descrizione

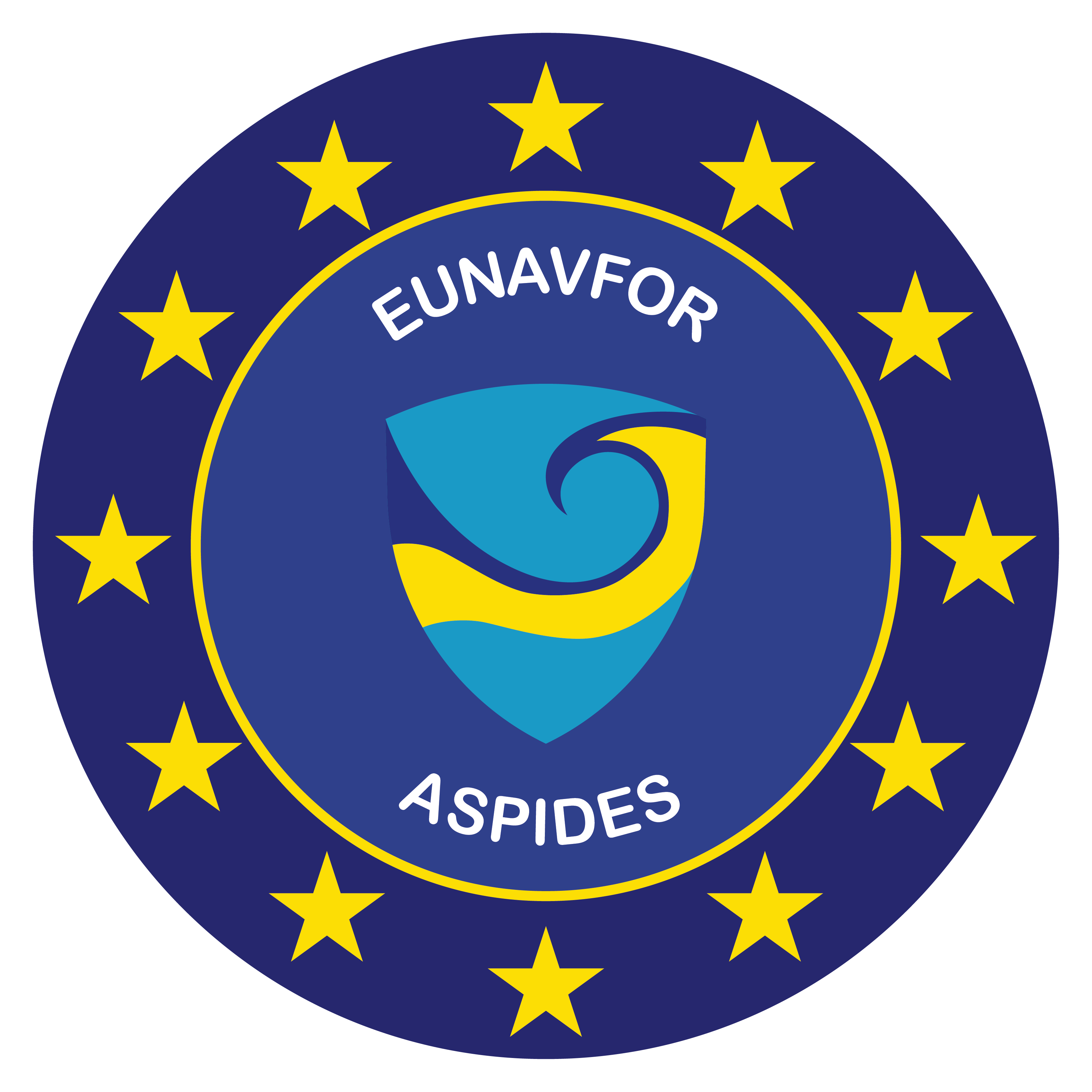
Il logo dell'operazione.

Il 29 gennaio 2024 il Consiglio di sicurezza ha approvato un pacchetto di gestione della crisi per un'eventuale operazione di sicurezza marittima dell'UE, volta a salvaguardare la libertà di navigazione in relazione alla crisi del Mar Rosso, con una durata iniziale di un anno dal suo avvio.
Il 19 Febbraio 2024 è stata avviata dall'Unione europea, secondo i principi della UN Security Council Resolution n. 2722, sotto il nome ufficiale di EUNAVFOR ASPIDES. L'operazione, di natura difensiva, si occupa di ripristinare, garantire la sicurezza marittima e salvaguardare la libertà di navigazione lungo le principali linee marittime di comunicazione nello stretto di Bab el-Mandeb e nello stretto di Hormuz, nonché nelle acque internazionali del Mar Rosso, il Golfo di Aden, il Mar Arabico e il Golfo di Oman.
Per portare a termine l'operazione, è stato indicato l'impiego di quattro fregate e un mezzo aereo, oltre a 130 ufficiali di stanza in Grecia. Comandante dell'operazione è stato nominato l'ammiraglio greco Vasileios Gryparis, mentre il comandante della forza navale è il contrammiraglio italiano Stefano Costantino. Il costo dell'operazione iniziale è stimato in circa 8 milioni di euro.
Il 22 febbraio 2024, il governo svedese ha annunciato l'invio di personale militare dello Stato maggiore per partecipare all'operazione Aspides.
Il battesimo dell'operazione è avvenuto il 28 febbraio, con il respingimento da parte della marina tedesca con la fregata Hessen di un attacco dei ribelli yemeniti.
Successivamente sia la fregata greca Hydra sia il cacciatorpediniere Caio Duilio hanno intercettato e respinto ognuno attacchi dei ribelli yemeniti. Il vascello italiano ha distrutto tre droni ostili, mentre la fregata greca ha aperto il fuoco contro due droni ostili facendo cambiare loro rotta.

## Forza navale
| Nazione     | Mezzo                                                       | Forza navale       | Note                                                                         | Referenze            |
| ----------- | ----------------------------------------------------------- | ------------------ | ---------------------------------------------------------------------------- | -------------------- |
| Italia      | Cacciatorpediniere lanciamissili Caio Duilio e Andrea Doria | Marina Militare    | Ex nave ammiraglia                                                           | [ 19 ]               |
| Italia      | Fregata Virginio Fasan                                      | Marina Militare    | Nave ammiraglia                                                              | [ 20 ]               |
| Italia      | Fregata Federico Martinengo                                 | Marina Militare    |                                                                              | [ 20 ]               |
| Germania    | Fregata Hessen                                              | Deutsche Marine    |                                                                              | [ 21 ] [ 22 ] [ 23 ] |
| Belgio      | Fregata Louise-Marie                                        | Marina belga       |                                                                              | [ 22 ] [ 24 ]        |
| Grecia      | Fregata Hydra                                               | Polemikó Nautikó   |                                                                              | [ 25 ]               |
| Francia     | Fregata Languedoc                                           | Marine Nationale   |                                                                              | [ 26 ]               |
| Francia     | Fregata Alsace                                              | Marine Nationale   |                                                                              | [ 27 ]               |
| Paesi Bassi | Fregata Tromp                                               | Koninklijke Marine | Dislocata sotto Operazione Prosperity Guardian, associata a missione Aspides | [ 28 ]               |